# Río Shelón
El río Shelón (del ruso: Шелонь) es un corto río de la parte noroccidental de la Rusia europea, uno de los principales afluentes del lago Ilmen. Tiene una longitud de 248 km y drena una cuenca de 9.710 km².
Administrativamente, el río discurre por el por el óblast de Pskov y el óblast de Nóvgorod de la Federación de Rusia.

## Geografía
El río Shelón comienza en un gran pantano, al sureste de la aldea de Djedovic y cerca de la aldea de Nueva Sloboda, en la parte oriental del óblast de Pskov. En su primer tramo es un pequeño arroyo que fluye en dirección sureste, para dar una amplia curva y encaminarse hacia el noroeste y tras pasar por Zherebtsovo y Dublie, llegar a Djedovic, ya con una anchura de unos 30 m. Vuelve a virar hacia el noreste y corre por una amplia llanura, con algunas zonas de rápidos y una profundidad de 1,5-2 m, en un tramo en el que pasa por Malala Jrap' y luego llega a la pequeña ciudad medieval de Porjov (11.900 hab. en 2005), donde recibe por la izquierda al río Uza y por la derecha al Polonka, ya con una anchura de unos 40 m.
Sigue aguas abajo en dirección noreste, llegando a Borovicí (no confundir con la ciudad de Novgorod) y al poco entra en el óblast de Nóvgorod. Llega a Illemo y recibe por la izquierda y procedente del oeste, al río Sitnja. Continua después por Zapol'ie y Soltsy (11.264 hab.en 2002), donde ya tiene una anchura de unos 70 m.
Sigue su discurrir, llegando a Nevkole, Luble y Krasnil Dvor, donde recibe por su margen izquierda, procedente del oeste, las aguas del río Mshaga. Continua, ya en su tramo final, pasando por las localidades de Ruchi y Shimsk, donde ya tiene 300 m de anchura y desemboca finalmente en el lago Ilmen (con una superficie de 982 km²).
El río Shelón forma parte de la cuenca del río Neva, ya que sus aguas desaguan en el Báltico vía río Voljov y después lago Ladoga. El río es navegable aguas abajo desde la ciudad de Soltsy hasta la boca en el lago Ilmen.

### Afluentes
Los principales afluentes del río Shelón son:
- por la izquierda, los ríos Mshaga (106 km) (Мшага), Sitnja (105 km) (Ситня), Udoha (Удоха), Uza (103 km) (Уза), Tribunal (Судома) e Ilzna (Ильзна);
- por la derecha, los ríos Lemenka (Леменка) (25 km), Lyuta (50 km) (Люта), Shilinka (Шилинка), Polonka (50 km) (Полонка), Ardilla (Белка) y Norte (Севера).

## Historia
La batalla de Shelón (14 de julio de 1471) que enfrentó a Moscovia y la República de Nóvgorod se celebró en la ciudad de Soltsy y la desembocadura del Shelón. La batalla finalizó con la victoria de los moscovitas, encabezados por el duque Jolmski y dio lugar a la anexión de Nóvgorod a Moscovia (1478).